# Bohem
Bohem (från franska bohème; egentligen person från Böhmen) refererar till personer som lever ett okonventionellt liv, ofta i sällskap av andra likasinnade personer med musikaliska, konstnärliga eller litterära ambitioner, men med få fasta åtaganden. Bohemer kan också referera till resandefolk, äventyrare och vagabonder.
Termen bohem användes ursprungligen för personer som härstammade från Östeuropa och slaviska länder i Böhmen, och var synonymt med romer, vilka antogs komma från Böhmen. Under 1800-talet blev termen, först på franska och senare på engelska, synonymt för en person som levde ett icke-traditionellt marginaliserat liv som fattig konstnär, författare, journalist, musiker eller skådespelare i de större europeiska städerna. Bohemen, i sin vardagliga betydelse, associerades med oortodoxa och samhällskritiska politiska och sociala åsikter som bland annat fick sitt uttryck genom fri kärlek, normbrytande familjegrupperingar och enkla levnadsförhållanden och bohemen beskrevs ofta som sorglös, ansvarslös och som en person som tar dagen som den kommer.
Svenska exempel är Tuabohemen i Lund med Emil Kléen på 1890-talet och klarabohemerna med Nils Ferlin, Victor Arendorff, Willy Walfridsson m.fl. i Stockholm från 1920-talet och de närmast följande decennierna.
Bohemernas liv har varit föremål för litterära framställningar av skilda slag, romaner, noveller, lyrik, dramatik. August Strindberg, Hans Jæger och Henry Murger är några författare som med egna erfarenheter som utgångspunkt har skildrat bohemeriet.